# Łazarz (Poznań)
Łazarz (niem. St. Lazarus) – część Poznania, a zarazem jednostka obszarowa Systemu Informacji Miejskiej (SIM) położona na terenie jednostki pomocniczej Osiedle Św. Łazarz, na południowy zachód od centrum miasta. Zespół urbanistyczno-architektoniczny Łazarza obejmuje wiele przedwojennych obiektów (w tym sporo z przełomu XIX i XX w.) i od 6 października 1982 roku figuruje w rejestrze zabytków pod numerem A-239.

## Miejsce w strukturze miasta
Położony jest w południowej części miasta, graniczy z następującymi obszarami SIM: od północy z centrum i Jeżycami, od wschodu z Wildą, od południa z Zatorzem i Górczynem, a od zachodu z Raszynem i Pogodnem oraz Grunwaldem. W środku obszaru SIM Łazarz mieści się obszar SIM Osiedle Hetmańskie HCP. Według Systemu Informacji Miejskiej granice Łazarza wytyczone są od wschodu: ul. Roosevelta dalej torami kolejowymi (nitką zachodnią), od południa: ul. Krauthofera i Palacza do Arciszewskiego, od zachodu: ul. Arciszewskiego, od północy: ul. Wyspiańskiego, Ułańską, na tyłach posesji przy Grottgera i Orzeszkowej, dalej granicą MTP do ulicy Bukowskiej – włączając tereny MTP. Łazarz posiada ponadto swoje logo i herb wyłonione przez mieszkańców w konkursie portalu lazarz.pl.

## Główne punkty Łazarza
- Rynek Łazarski,
- ul. Głogowska i skrzyżowanie Głogowska/Hetmańska,
- teren Międzynarodowych Targów Poznańskich w północno-wschodniej części osiedla,
- neoromański kościół Matki Boskiej Bolesnej przy ul. Głogowskiej (1901),
- neogotycki poewangelicki kościół św. Anny przy skrzyżowaniu ulic Matejki i Limanowskiego (1907),
- Park Wilsona, w którym znajduje się Palmiarnia Poznańska (1910), muszla koncertowa (1936) i trzy dawne niemieckie schrony przeciwlotnicze (1944)[5],
- Park Kasprowicza z Halą Widowiskowo-Sportową Arena.

## Historia
Osiedle św. Łazarz utworzone zostało w XVI w. na terenie należącym do dawnego szpitala św. Łazarza (położonego przy obecnej ul. Niedziałkowskiego). Nazwa osiedla św. Łazarz związana jest właśnie ze starym szpitalem, istniejącym już od lat sześćdziesiątych XVI wieku i kościółkiem pw. św. Łazarza. Od imienia patrona wzięła się nazwa lazaretów (głównych prowizorycznych szpitalików wojennych) oraz nazwa części Poznania. Już w 1569 roku pojawili się kwestarze, którzy drogą ofiar i jałmużny gromadzić mieli fundusze na budowę szpitala dla biednych zadżumionych. W roku 1571 pierwsze obiekty szpitala były już gotowe, by potem przez następne kilkadziesiąt lat pomyślnie rozwijać się i rozbudowywać. Szpital, którego patronem był św. Łazarz, zarządzany był przez mianowanych przez magistrat poznański prowizorów, zwanych też ekonomami lub opiekunami. W końcu XIX w. powstały pierwsze zakłady przemysłowe, uruchomiono fabrykę maszyn rolnych (przy ul. Kolejowej) i elektrownię (przy ul. Sczanieckiej). Łazarz w granice Poznania został włączony w kwietniu 1900 roku wraz z Wildą, Górczynem oraz Jeżycami, stając się terenem intensywnego budownictwa.
W pierwszych latach XX w. powstała m.in. zabudowa ulic w okolicy ul. Matejki, o bogatych formach eklektycznych oraz w okolicy ul. Małeckiego, o nieco skromniejszych formach. Już wtedy Łazarz zaczął dzielić się wyraźnie na dwie części: wschodnią (dolny) i zachodnią (górny). Do dziś osią przedzielającą zabudowania jest ulica Głogowska. We wschodniej części oprócz kamienic przeważały skromne domostwa kolejarzy, zbudowane nieco na południe, wzdłuż torów kolejowych oraz ulic Kolejowej i Łukaszewicza.
W styczniu i lutym 1945 Łazarz (wraz z Wildą) był pierwszą dzielnicą Poznania, z której wyparto Niemców. Stosunkowo niewielkie zniszczenia substancji budowlanej sprawiły, że w tych miesiącach stał się administracyjnym centrum Poznania. Urząd Wojewódzki znajdował się w budynku Gimnazjum im. Adama Mickiewicza, Urząd Miejski, siedziba PPR i Milicji Proletariackiej przy ul. Matejki róg Wyspiańskiego, a PPS przy Spokojnej 24 (potem Kniewskiego, obecnie Limanowskiego). Na terenie Johow-Gelände i okolic rozlokowały się ponadto inne instytucje i wydziały służb miejskich. Na Rynku Łazarskim 2 lutego 1945 poznańscy komuniści pod wodzą Franciszka Danielaka zorganizowali pierwsze wiece mieszkańców, mające na celu agitację polityczną.
W latach 1954–1990 Łazarz należał do administracyjnej dzielnicy Grunwald, od roku 1996 znajduje się w granicach Osiedla Św. Łazarz.
W 1987 roku zorganizowano pierwsze Dni Łazarza; od 1991 r. stały się dorocznym świętem mieszkańców dzielnicy i odbywają się na przełomie maja i czerwca.

## Ważniejsze ulice i obiekty architektoniczne
- Rynek Łazarski
- ulica Ryszarda Berwińskiego
- ulica Edmunda Calliera
- ulica Gąsiorowskich
- ulica Głogowska
- ulica Graniczna
- ulica Kanałowa
- ulica Kolejowa
- ulica Stanisława Karwowskiego
- ulica Juliusza Kossaka
- ulica Antoniego Małeckiego
- ulica Jana Matejki
- ulica Marcelego Mottego
- ulica Józefa Łukaszewicza
- ulica Henryka Siemiradzkiego
- ulica Józefa Strusia

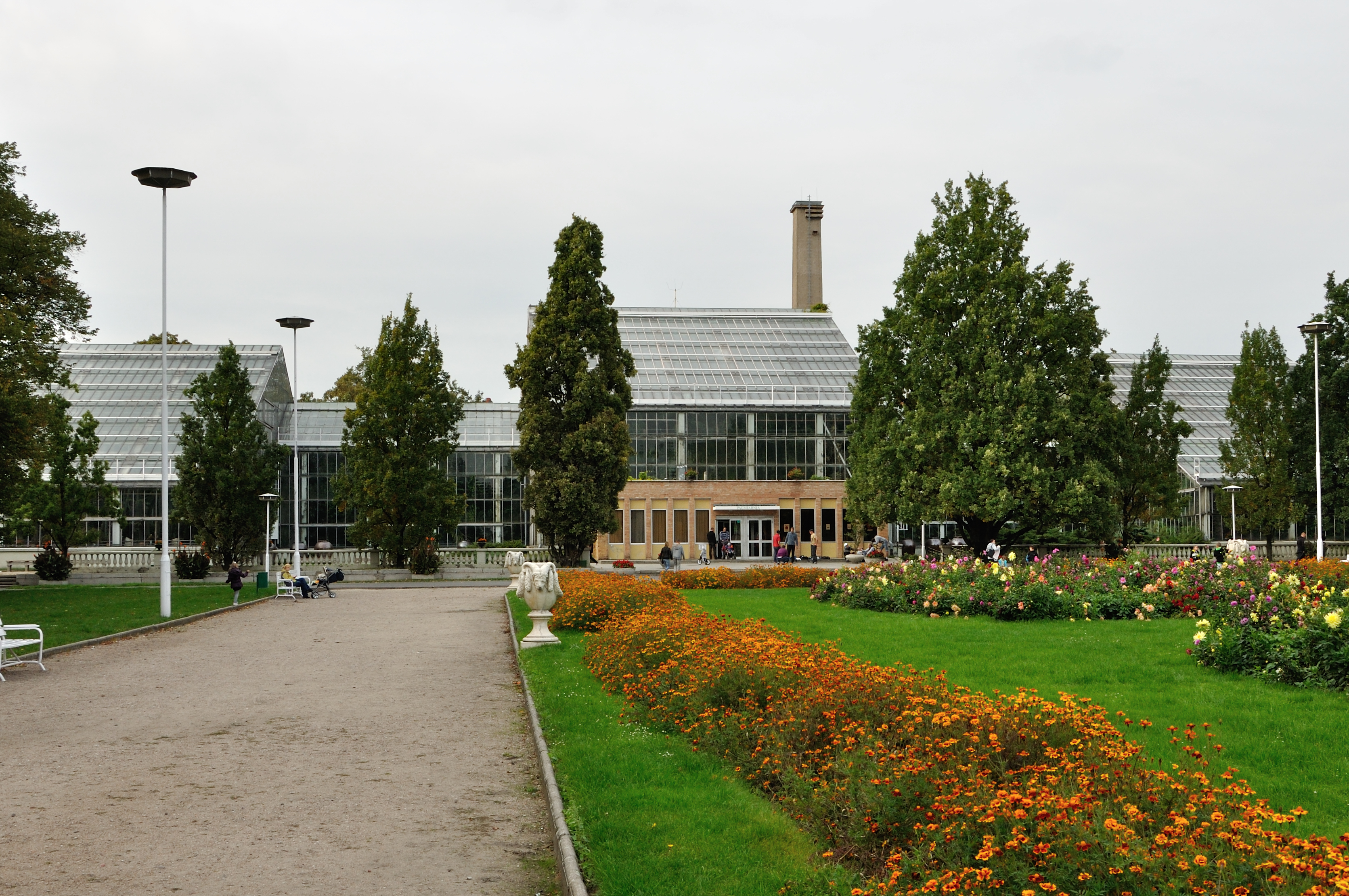
Palmiarnia Poznańska (2013)

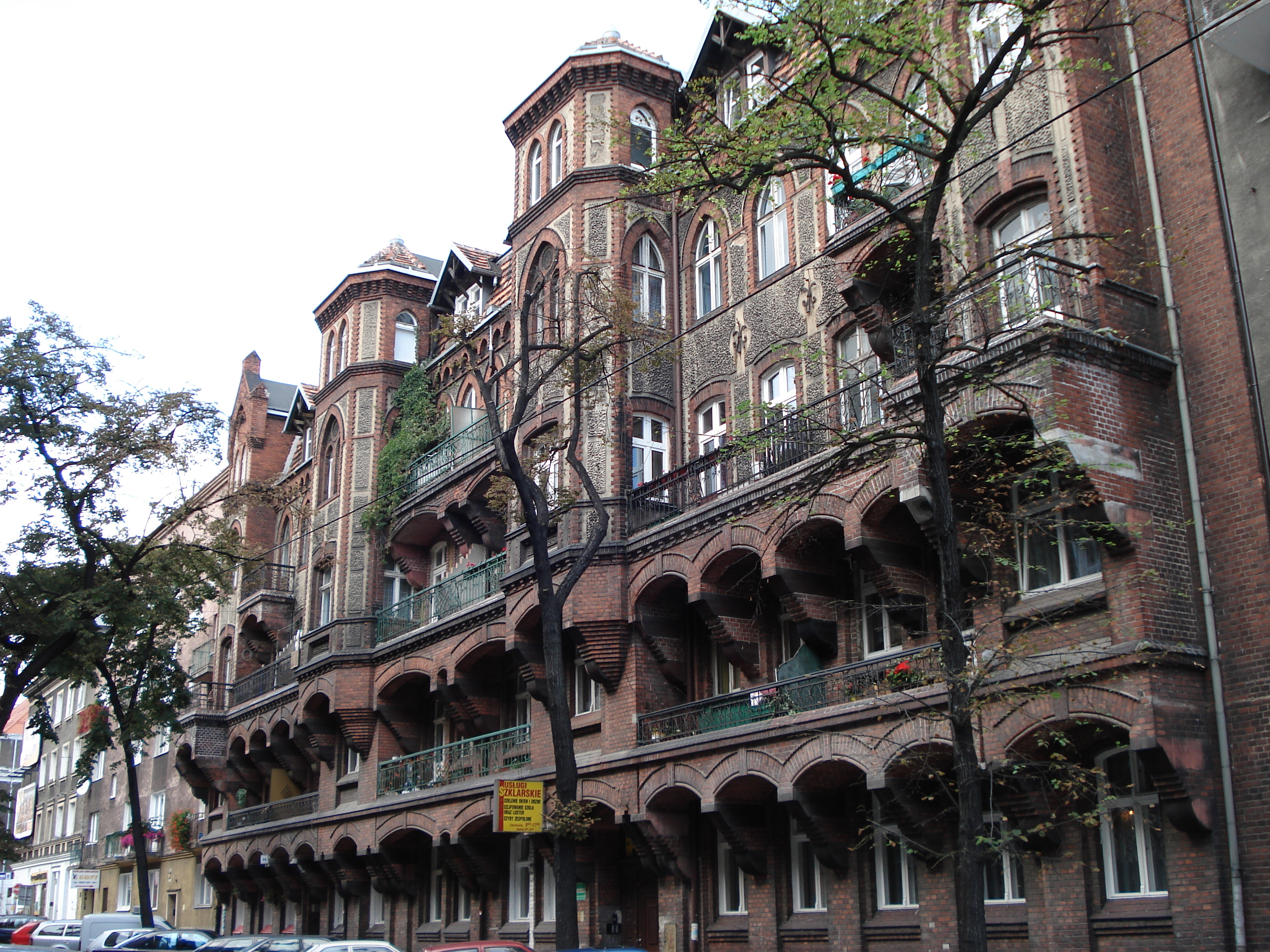
Kamienica Margarethy Grüder (2008)

- Skwer Kazimierza Nowaka (Lejek Łazarski)
- Palmiarnia Poznańska
- Hala „Arena”
- Muzeum Piwa
- Zespół klasztorny Karmelitanek Bosych
- Kościół Matki Boskiej Bolesnej
- Kościół św. Anny
- Meczet przy ulicy Adama Biedrzyckiego
- domy urzędnicze na Łazarzu
- Osiedle im. Józefa Chociszewskiego-Kazimierza Jarochowskiego
- Osiedle Johow-Gelände
- zespół mieszkalny przy ul. Stanisława Karwowskiego
- szkoła przy ul. Kazimierza Jarochowskiego 1
- szkoła przy ul. Józefa Łukaszewicza 9/13
- szkoła przy ul. Ryszarda Berwińskiego
- willa Paula Steinbacha
- willa Paula Ueckera (rozgłośnia Radia Poznań)
- kamienica Margarety Grüder
- sołtysówka Adama Jeskego
- kamienica Suwalskich
- Biurowiec Skalar Office Center

## Obiekty sakralne

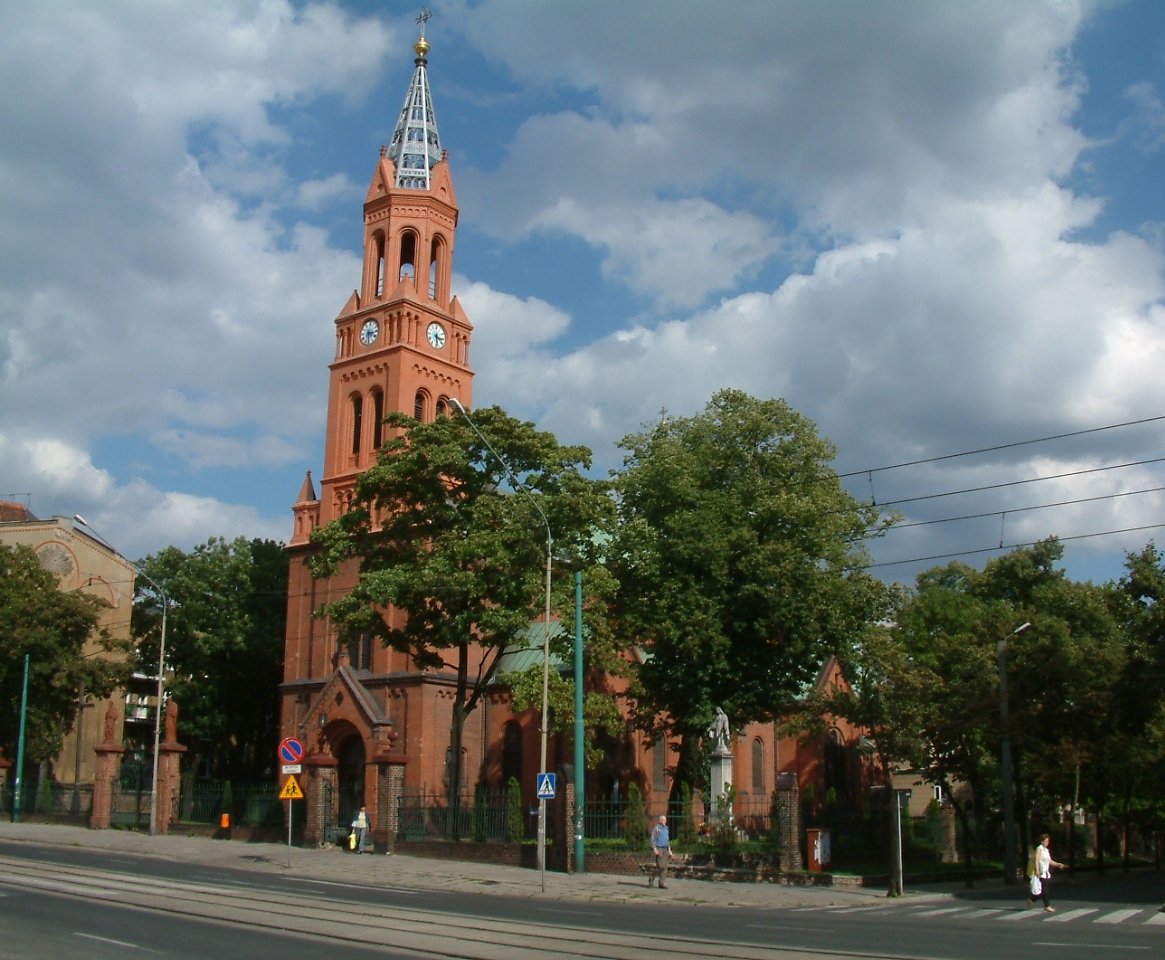
Kościół pw. Matki Boskiej Bolesnej (2005)

Na Łazarzu znajdują się dwie świątynie rzymskokatolickie:
- Kościół pw. Matki Boskiej Bolesnej
- Kościół pw. św. Anny

W dzielnicy Łazarz istnieje również jedyny w Poznaniu ośrodek islamu z meczetem
- meczet w Poznaniu